# Tibor Haviar
Tibor Haviar (ur. 31 marca 1973 w Liptowskim Mikułaszu, zm. 1999) – słowacki hokeista.

## Kariera
- Partizán / HK 32 Liptovský Mikuláš (-1994)
  -  VTJ Levice
  -  HC Prievidza
- STS Sanok (1994-1995)

Wychowanek klubu Partizán w rodzinnym Liptowskim Mikułaszu; od 1990 pod nazwą HK 32. Początkowo występował na pozycji obrońcy, następnie został przekwalifikowany na bramkarza. W wieku juniorskim był kadrowiczem młodzieżowej reprezentacji Zachodniej Słowacji.
W październiku 1994, w trakcie sezonu I ligi polskiej 1994/1995 został zawodnikiem STS Sanok. 23 stycznia 1995 odniósł obrażenia w wypadku autokaru, którym podróżowała sanocka drużyna po meczu ligowym (śmierć poniósł wówczas inny zawodnik, Piotr Milan). Po sezonie 1994/1995 powrócił na Słowację.
W 1999 poniósł śmierć zastrzelony przez nieznanego sprawcę w Czechach. Został pochowany na cmentarzu w Liptowskim Mikułaszu.